# Aek Pining
Aek Pining is een bestuurslaag in het regentschap Tapanuli Selatan van de provincie Noord-Sumatra, Indonesië. Aek Pining telt 2593 inwoners (volkstelling 2010).